# 补服
補服是中國明、清兩代、朝鮮半島朝鮮王朝至大韓帝國時代、越南後黎朝至阮朝、琉球國第二尚氏王朝時期官服的一種。常見為圓領袍，前後綴上補子，也有少數是交領，配銙帶（依品級分為角帶、玉帶等）。最初綴有補子的官常服並沒有特別名稱，只是稱為官常服，清朝時才有了補服這名稱，沿用至今。

## 中國

### 明代
明代以綴有補子的圓領袍或交領袍為官常服，當時尚未稱這種服裝為補服。官常服胸前和後背綴有一方補子，纖紋樣文官用飛禽，武官用走兽。文官一品繡仙鶴，二品繡錦雞，三品繡孔雀，四品繡雪雁，五品繡白鹇，六品繡鹭鸶，七品繡鸂鶒，八品繡黄鹂，九品繡鹌鹑，未入流繡練鵲，御史官繡獬豸。武官一品、二品繡狮子，三品、四品繡虎豹，五品繡熊罴，六品、七品繡彪，八品繡犀牛， 九品繡海马。
| 品秩       | 服色 | 染料 | 文官胸补 | 武官胸补 | 腰带     | 备注                                               |
| ---------- | ---- | ---- | -------- | -------- | -------- | -------------------------------------------------- |
| 公侯伯驸马 | 緋   | 茜草 |          |          | 玉带     | 公侯伯驸马官服绣麒麟、白泽                         |
| 一品       | 緋   | 茜草 | 仙鹤     | 狮子     | 玉带     | 明武宗时一品官赏大红紵丝牛服                       |
| 二品       | 緋   | 茜草 | 锦鸡     | 狮子     | 花犀带   | 正二品衍圣公绣麒麟。明武宗时二品官赏大红紵丝飞鱼服 |
| 三品       | 緋   | 茜草 | 孔雀     | 虎       | 金钑花带 | 明武宗时三品官赏大红紵丝蟒服                       |
| 四品       | 緋   | 茜草 | 云雁     | 豹       | 素金带   | 明武宗时四品官赏大红紵丝麒麟服                     |
| 五品       | 青   | 藍草 | 白鹇     | 熊罴     | 银钑花带 | 明武宗时五品官赏大红紵丝麒麟服                     |
| 六品       | 青   | 藍草 | 鹭鸶     | 彪       | 素银带   | 明武宗时六品官赏大红紵丝虎彪服                     |
| 七品       | 青   | 藍草 | 鸂鶒     | 彪       | 素银带   | 明武宗时七品官赏大红紵丝虎彪服                     |
| 八品       | 綠   | 槐花 | 黃鸝     | 犀牛     | 乌角带   |                                                    |
| 九品       | 綠   | 槐花 | 鹌鹑     | 海马     | 乌角带   |                                                    |
| 不入流     | 綠   | 槐花 | 练鹊     |          | 乌角带   |                                                    |

- 一品文官绯袍仙鶴紋 (兵部尚書劉大夏)
- 二品文官绯袍錦雞紋 (禮部尚書趙秉忠)
- 一品武官绯袍狮子紋 (錢世楨)
- 三品文官绯袍孔雀紋 (工部右侍郎徐如珂)
- 三品御史绯袍獬豸紋 (副都御史范欽)
- 六品文官青袍鹭鸶紋 (江韶宗)
- 各色補服

## 朝鮮王朝
朝鲜圆领袍也称为团领、官服。团领前后佩戴胸背（흉배）。朝鲜官服继承了明朝的官服制度。朝鲜国王服衮龙袍。朝鲜后期官吏大分为文官和武官，并穿戴各自不同的官服，穿着官服时还要佩戴冠帽﹑带﹑靴等各种附带品。官吏的品阶不同，官服的颜色或附带品的材料和纹样等都存在差异。整套官服包括袍子﹑带子﹑纱帽﹑木靴。袍子兩腋有袵。官阶不同，官袍的颜色﹑胸背的纹样﹑带子的材质都有所不同。朝鲜国王的官服是红底金色图案的蟒袍。高级官员按照唐宋公服制度，文官以瑞鸟补子，武官以猛兽补子区分官阶。
胸背采用与袍子一样的面料，在上面绣上飞禽走兽以装饰官服，也代表官位的不同。还会绣上云﹑如意珠﹑波浪﹑岩石﹑水纹﹑不老草﹑水珠﹑花﹑牡丹等纹样。双鹤纹样用于堂上官（正三品以上的官员）级别的文班。双虎胸背用于正三品级以上的堂上官武班。官服的头饰是纱帽，其具有前低后高的双层结构，后侧有两翼，用竹丝和马尾毛勾勒出形态后罩上薄绸缎制作而成。犀带是正一品级的官员才能使用的官带，由水牛角制成。正二品用級金，从二品用素金，正三品用級銀，从三品以及四品用素銀，五品以下黑角带。庶人在官者，用团领而无胸背。朝鲜官服内着深衣。
- 双鹤胸背翡玉色官服
- 双鹤胸背
- 鹤胸背官服
- 官员绿袍
- 着朝鲜王朝末期官服的穆麟德
- 官服制式
- 武官官服双虎胸背

## 越南

### 後黎朝
黎初朝時期，其官服大體仿傚明朝，但略有不同。黎聖宗於1466年6月制定了文武服色、自一品至三品著紅衣、四五品着綠衣、餘著青衣，官員的補子，則是「凡食獸法象，公、侯、伯、駙馬竝文武正品畫一，從品畫二，風憲堂上司畫一，分司畫二，雲、河、山、水、葩木諸樣，繁殺不拘。以五彩彰施于五色絺繡金線，聽各從宜。」。
| 品秩       | 服色 | 文官胸补 | 武官胸补 | 文官冠帽 | 武官冠帽 | 官服材料 | 腰带             | 尊稱 |
| ---------- | ---- | -------- | -------- | -------- | -------- | -------- | ---------------- | ---- |
| 公侯伯驸马 | 緋   | 麒麟     | 麒麟     | 金飾幞頭 | 金飾幞頭 | 錦繡花綵 | 金飾花犀帶       | 閣下 |
| 一品       | 緋   | 僊鶴     | 獅子     | 銀飾幞頭 | 銀飾幞頭 | 錦繡花綵 | 銀飾花犀帶       | 閣下 |
| 二品       | 緋   | 僊鶴     | 獅子     | 銀飾幞頭 | 銀飾幞頭 | 錦繡花綵 | 銀飾花犀帶       | 門下 |
| 三品       | 緋   | 錦鷄     | 白澤     | 銀飾幞頭 | 銀飾幞頭 | 錦繡     | 玳瑁銀飾包紅羅帶 | 門下 |
| 四品       | 綠   | 孔雀     | 虎       | 素幞頭   | 銀笠     | 錦繡     | 玳瑁鍮飾包紅羅帶 | 大夫 |
| 五品       | 綠   | 孔雀     | 豹       | 素幞頭   | 銀笠     | 錦繡     | 玳瑁鍮飾包紅羅帶 | 大夫 |
| 六品       | 青   | 孔雀     | 象       | 素幞頭   | 朱笠     | 紵綾     | 速香繞鍮包鳥縀带 | 大夫 |
| 七品       | 青   | 白鶴     | 象       | 素幞頭   | 朱笠     | 紵綾     | 速香繞鍮包鳥縀带 | 官長 |
| 八品       | 青   | 鷦鷯     | 象       | 素幞頭   | 朱笠     | 紵綾     | 速香繞鍮包鳥縀带 | 官長 |
| 九品       | 青   | 鷦鷯     | 象       | 素幞頭   | 朱笠     | 紵綾     | 速香繞鍮包鳥縀带 | 官長 |
| 不入流     | 青   | 鷦鷯     | 象       | 素幞頭   | 朱笠     | 綾羅     | 速香繞鍮包鳥縀带 |      |

中興黎朝时期，越南又在1661年6月重新制訂官服儀制，除了帶烏紗帽外，文官一品衣紫、二至五品衣紅、六至七品衣靑、八品九品衣靑黑色。此外，官服補子一品至二品用僊鶴、三品用錦鷄、四品至六品用孔雀、七品用白鶴、八品九品用鷦鷯，而御使等官員補子俱用獬豸。
中興黎朝时期，越南朝廷曾颁文禁止清朝风俗流入越南。后黎朝正和十七年（1696年），黎熙宗明令移居越南的中国人必须遵从越南风俗，不许沿用清朝习俗，亦禁止越南人仿效清朝服饰。《钦定越史通鉴纲目》记载：“自清帝入中国、剃发短衣、一守满洲故习。宋明衣冠礼俗为之荡然。北商往来日久、国人亦有效之者。乃严饬北人籍我国者、言语衣服、一遵国俗。 …… 沿边之民、亦不得效其声音衣服、违者罪之。 ”
| 品秩       | 服色   | 文官胸补 | 武官胸补 | 文官冠帽 | 武官冠帽 | 官服材料         | 腰带             |
| ---------- | ------ | -------- | -------- | -------- | -------- | ---------------- | ---------------- |
| 公侯伯驸马 | 紫     | 麒麟     | 麒麟     | 金飾幞頭 | 金飾幞頭 | 錦繡、麟鳳、紗緞 | 奇石包金束帶     |
| 正一品     | 紫     | 僊鶴     | 白澤     | 素幞頭   | 銀飾幞頭 | 錦繡紗緞         | 犀角包銀束帶     |
| 從一品     | 紫     | 僊鶴     | 獅子     | 素幞頭   | 銀飾幞頭 | 錦繡紗緞         | 犀角包銀束帶     |
| 正二品     | 緋     | 僊鶴     | 獅子     | 素幞頭   | 銀飾幞頭 | 錦繡花綵         | 玳瑁束帶         |
| 從二品     | 緋     | 僊鶴     | 獅子     | 素幞頭   | 幞頭     | 錦繡花綵         | 玳瑁束帶         |
| 三品       | 緋     | 錦鷄     | 象       | 素幞頭   | 朱漆笠   | 錦繡各色         | 玳瑁夾絛穿玉束帶 |
| 四品       | 緋     | 孔雀     | 象       | 素幞頭   | 朱漆笠   | 錦繡各色         | 玳瑁夾絛穿玉束帶 |
| 五品       | 緋     | 孔雀     | 無補     | 素幞頭   | 朱漆笠   | 錦繡各色         | 玳瑁夾絛穿玉束帶 |
| 六品       | 靑     | 孔雀     | 無補     | 素幞頭   | 朱漆笠   | 綴紅毛衣         | 奇藍香束带       |
| 七品       | 靑     | 白鶴     | 無補     | 素幞頭   | 朱漆笠   | 綴紅毛衣         | 速香繞鍮束带     |
| 八品       | 青黑色 | 鷦鷯     | 無補     | 素幞頭   | 朱笠     | 紵綾             | 牛角包鍮束帶     |
| 九品       | 青黑色 | 鷦鷯     | 無補     | 素幞頭   | 朱笠     | 紵綾             | 牛角包鍮束帶     |
| 不入流     | 青黑色 | 鷦鷯     | 無補     | 素幞頭   | 朱笠     | 綾羅             | 無單絛束帶       |
| 御史       | 緋     | 獬豸     |          | 素幞頭   |          | 錦繡各色         | 獬豸帶           |
| 六科給事中 | 青     | 雲鴈     |          | 素幞頭   |          | 錦繡各色         | 奇藍香束带       |

### 阮朝
阮朝建立（1802年）以后，对朝服、官服、礼服等正式服饰做出了明确规定。《大南实录·正编·第一纪·世祖实录》记载：“嘉隆五年（1806年）四月、定文武品服。诏曰：大朝品服、自一品之上至正七品，文阶冠并用圆幞头样、武阶并用方幞头样。 …… 一品之上、文武并用蟒袍紫色。自正一品至从三品、文武并蟒袍、青绿蓝黑诸色随用。正四品、从四品文武并花袍、青绿蓝黑诸色随用。正五品、从五品文武并纱缎、青绿蓝黑诸色随用。补子文绣云雁、武绣文豹、并红地。正六品、从六品袍并同五品、补子文绣白鹏、武绣熊、并红地、正七品袍同六品、补子文绣鸳鸯。红地带身并红色。”明命帝、紹治帝、嗣德帝在位期間正值清代道光年間，越南官员仍以乌纱帽、圆领補服、角带为常服。

## 琉球國
嘉靖十一年，明世宗颁赐琉球国尚真王世子尚清国王纱帽一顶（展角全）、金厢犀束带一条、常服罗一条、大红织金胸背麒麟圆领一件。自此琉球官員於接見明清冊封使及向日本朝貢的使節皆穿上模仿明代官常服的補服。
- 琉球王国王子、官员補服

## 婚禮用的補服
補服也是中式婚禮和韓式婚禮中新郎的服裝之一，明制規定士庶婚禮新郎可假九品官服，但實際上多有僭越。